# 墨西哥隐蜂鸟
墨西哥隐蜂鸟（学名：Phaethornis mexicanus），是雨燕目蜂鸟科的一种鸟类。
墨西哥隐蜂鸟体重约6克，翼长约66.9毫米，嘴峰长约46.4毫米，喙宽度约2.9毫米，喙厚度约3.5毫米，跗蹠长约4.6毫米，尾长约83.3毫米。墨西哥隐蜂鸟在其分布区内为留鸟，其栖息在密集的高大树木组成的森林中，食性为草食性，主要食物来源是植物的花蜜。

## 亚种
- ：分布于墨西哥西部（纳亚里特州至科利马）。
- ：分布于墨西哥西南部（格雷罗州西部至瓦哈卡州东南部）。[4]